# Stenelmis bicolor
Stenelmis bicolor is een keversoort uit de familie beekkevers (Elmidae). De wetenschappelijke naam van de soort werd in 1886 gepubliceerd door Edmund Reitter.